# Rupert Wildt
Rupert Wildt (Monaco di Baviera, 25 giugno 1905 – Orleans (Massachusetts), 9 gennaio 1976) è stato un astronomo statunitense di origine tedesca.

## Vita
Nacque a Monaco di Baviera e visse in Germania durante la prima guerra mondiale ed il primo dopoguerra. Nel 1927 si laureò all'Università di Berlino per poi trasferirsi nell'università di Gottinga, dove si specializzo in atmosfere planetarie.
Nel 1934 in seguito all'ascesa al potere di Adolf Hitler si trasferì negli Stati Uniti, dove collaborò con l'università di Princeton dal 1937 al 1942. Fu vice professore all'università della Virginia fino al 1947, dopo di che accettò una cattedra all'università di Yale.
Dal 1965 al 1968 fu presidente dell'Association of Universities for Research in Astronomy, continuando anche ad insegnare a Yale, mentre dal 1973 fino alla sua morte smise il suo insegnamento rimanendo comunque professore emerito dell'università di Yale.
Morì all'età di 70 anni ad Orleans, in Massachusetts.

## Studi
Nel 1932 egli studio l'atmosfera dei pianeti esterni, compreso Giove e Saturno, e stabili tramite uno spettroscopio la presenza delle righe di assorbimento tipiche dell'idrogeno e dei suoi composti, concludendo che le atmosfere dei pianeti esterni sono molto simili a quella del sole e delle altre stelle.
Tramite le sue osservazioni egli costruì un modello della struttura interna di un pianeta gassoso. Nella sua struttura il pianeta possedeva un'atmosfera esterna di idrogeno ed elio gassosi, seguiti poi da idrogeno metallico che copre un nucleo solido di metallo e ghiaccio.
La sua teoria, seppur modificata leggermente, è ancora largamente accettata nella comunità scientifica.
Nel 1937 studio l'atmosfera di Venere ed ipotizzò che fosse formata soprattutto da formaldeide, dato che non riuscì a trovare tracce di acqua nelle prime osservazioni.
Ulteriori ricerche condotte con palloni sonda mostrarono tracce di acqua nell'atmosfera venusiana, il che lo portò ad abbandonare la sua vecchia teoria per svilupparne una nuova, nella quale ipotizzava che l'immensa quantità di biossido di carbonio presente nell'atmosfera venusiana potesse creare un immenso effetto serra.

## Riconoscimenti
- Conseguì la Eddington Medal nel 1966
- L'asteroide 1953 Rupertwildt fu chiamato così in suo onore.
- Il cratere lunare Wildt fu chiamato così in suo onore.